# Liliana Fernández
Liliana Fernández Steiner (Benidorm, 4 de enero de 1987) es una deportista española que compite en voleibol, en la modalidad de playa, haciendo pareja con Elsa Baquerizo (2007-2021) y Paula Soria (2023-).
Obtuvo tres medallas en el Campeonato Europeo de Vóley Playa entre los años 2012 y 2019. Participó en cuatro Juegos Olímpicos de Verano, ocupando el noveno lugar en Londres 2012, Río de Janeiro 2016, Tokio 2020 y París 2024.
Ganó seis veces el Campeonato de España, entre 2009 y 2014.
Estudió Grado en Turismo en la Universidad de La Laguna (Tenerife) y el máster de Innovación y Marketing Turístico en la Universidad Católica San Antonio de Murcia.

## Palmarés internacional
| Campeonato Europeo | Campeonato Europeo     | Campeonato Europeo | Campeonato Europeo |
| Año                | Lugar                  | Medalla            | Pareja             |
| ------------------ | ---------------------- | ------------------ | ------------------ |
| 2012               | La Haya (Países Bajos) | Medalla de bronce  | Elsa Baquerizo     |
| 2013               | Klagenfurt (Austria)   | Medalla de plata   | Elsa Baquerizo     |
| 2019               | Moscú (Rusia)          | Medalla de bronce  | Elsa Baquerizo     |